# 金絲雀碼頭站 (DLR)
金絲雀碼頭站（英語：Canary Wharf DLR station）是碼頭區輕便鐵路的車站，位於英格蘭倫敦東部金絲雀碼頭的加拿大廣場一號之內。金絲雀碼頭站位於倫敦第2收費區。金絲雀碼頭站被列入碼頭區輕鐵的最初計劃中，但碼頭區輕鐵竣工時該站還未竣工。

## 外部連結
- Canary Wharf station （页面存档备份，存于） on Docklands Light Railway's website